# Schlossmühle Wickrath
Die Schlossmühle Wickrath war eine Wassermühle mit einem unterschlächtigen Wasserrad am Oberlauf der Niers im Mönchengladbacher Stadtteil Wickrath im Regierungsbezirk Düsseldorf.

## Geographie
Die Schlossmühle Wickrath hat ihren Standort auf der rechten Seite der Niers, an der Hochstadenstraße 113, im Mönchengladbacher Stadtteil Wickrath. Oberhalb befand sich die Wickrathberger Mühle, unterhalb die Papiermühle Wickrath. Das Gelände, auf dem das Mühlengebäude steht, liegt auf einer Höhe von ca. 63 m über NN. Städtebaulich liegt sie im historischen Bereich Wickraths, unmittelbar an der Ostseite des Schlossparks des Gestüts Wickrath.

## Gewässer
Die Niers (GEWKZ 286) in ihrem alten Flussbett versorgte bis zur Flussbegradigung über Jahrhunderte zahlreiche Mühlen mit Wasser. Die Niers entspringt in Kuckum, einem Ortsteil der Stadt Erkelenz. Bis zur Mündung in die Maas bei Gennep (Niederlande) hat die Niers eine Gesamtlänge von 117,668 km und ein Gesamteinzugsgebiet von 1.380,630 km2. Die Quelle liegt bei 73 m ü. NN, die Mündung bei 9 m ü. NN. Die Pflege und der Unterhalt des Gewässers obliegt dem Niersverband.

## Geschichte
Die Schlossmühle Wickrath wurde zum ersten Mal 1322 urkundlich als moelen to Wickerode erwähnt. 1490 wurde die Mühle als houysmoelen der Herren von Wickrath benannt. Die Mahlmühle, die der Herrschaft auch als Bannmühle diente, wurde später zusätzlich auch als Ölmühle und Lohmühle genutzt.
Das noch vorhandene Mühlengebäude wurde im Jahre 1720 erbaut. Nach der Franzosenzeit kam die Mühle in Privatbesitz. In der Mitte des 19. Jahrhunderts stand die Mühle in Diensten der Wickrather Lederfabrik. Die letzten Jahre vor der Schließung im Jahre 1950 arbeitete die Mühle wieder als Mahlmühle. Heute ist das Gebäude zu Wohnzwecken umgebaut.

## Galerie

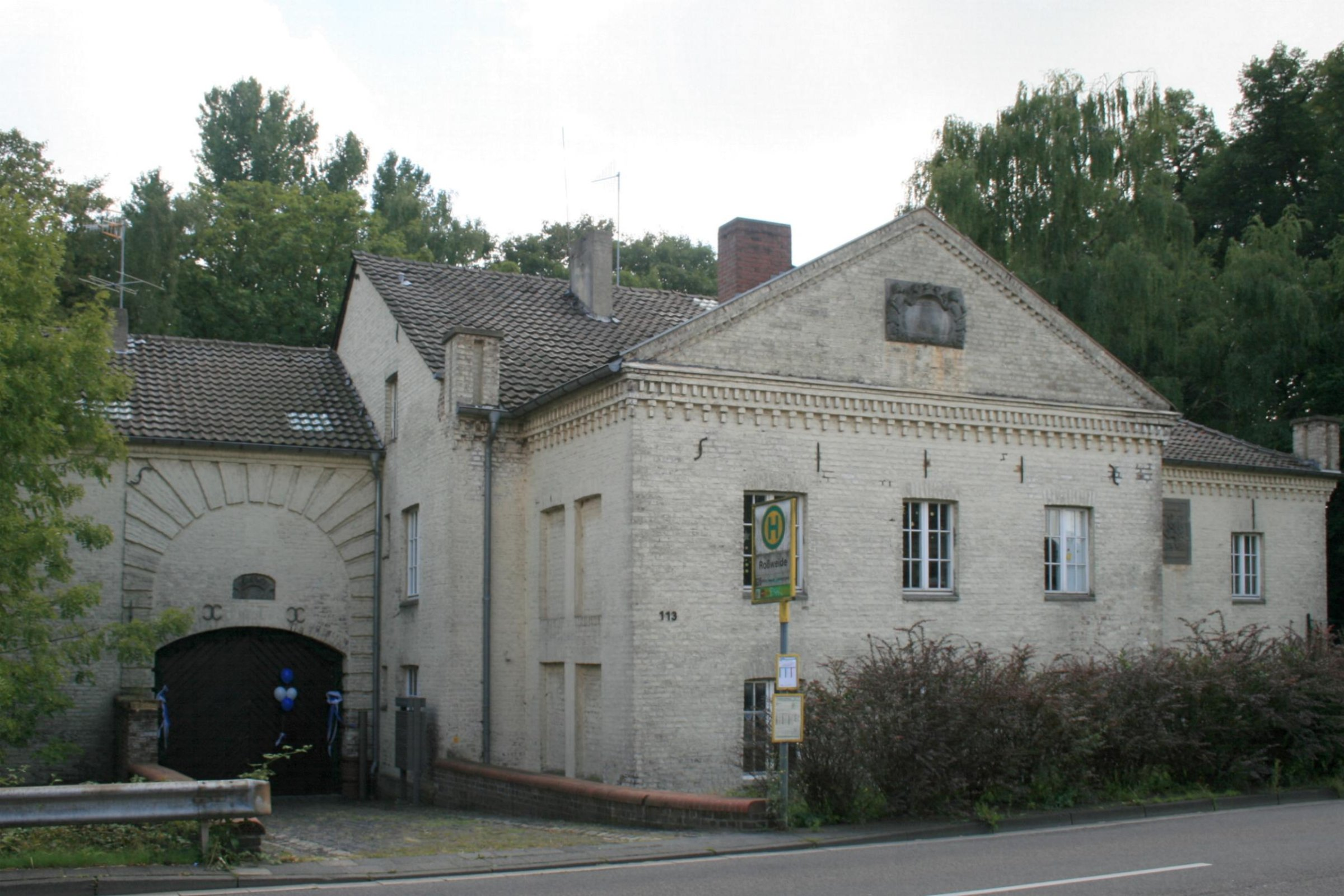
Die Schlossmühle Wickrath
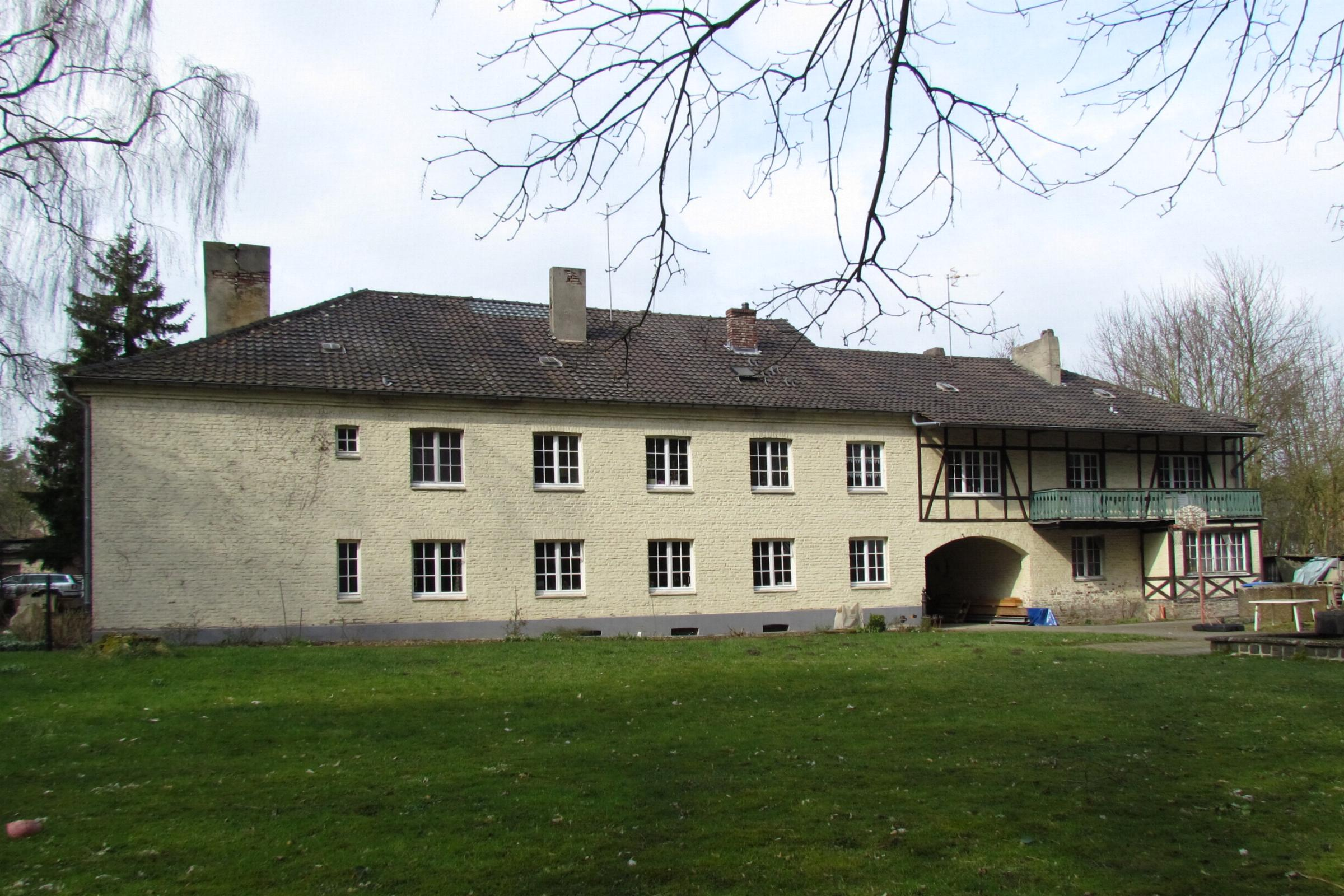
Hof- und Gartenansicht
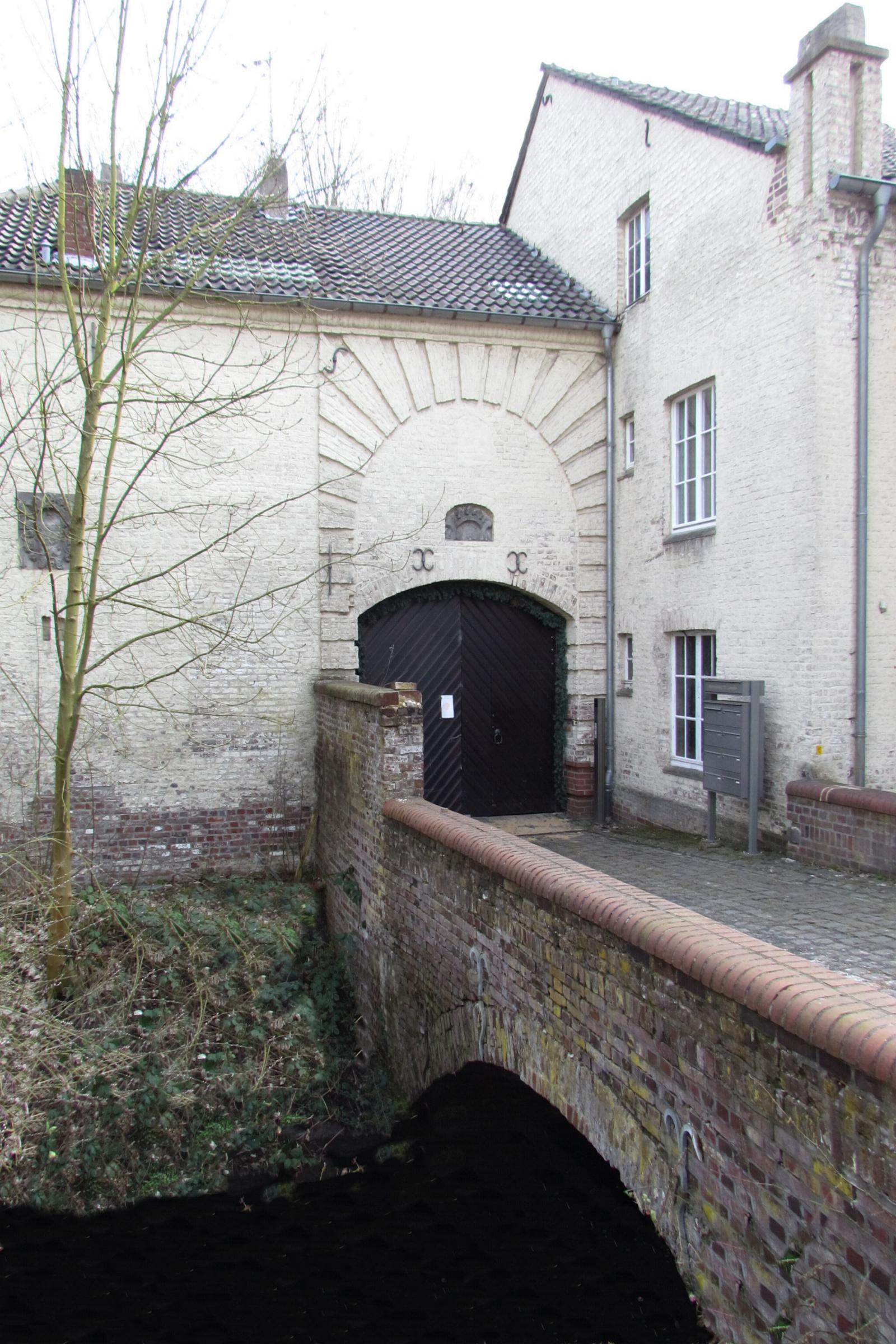
Niersbrücke und Hauseingang
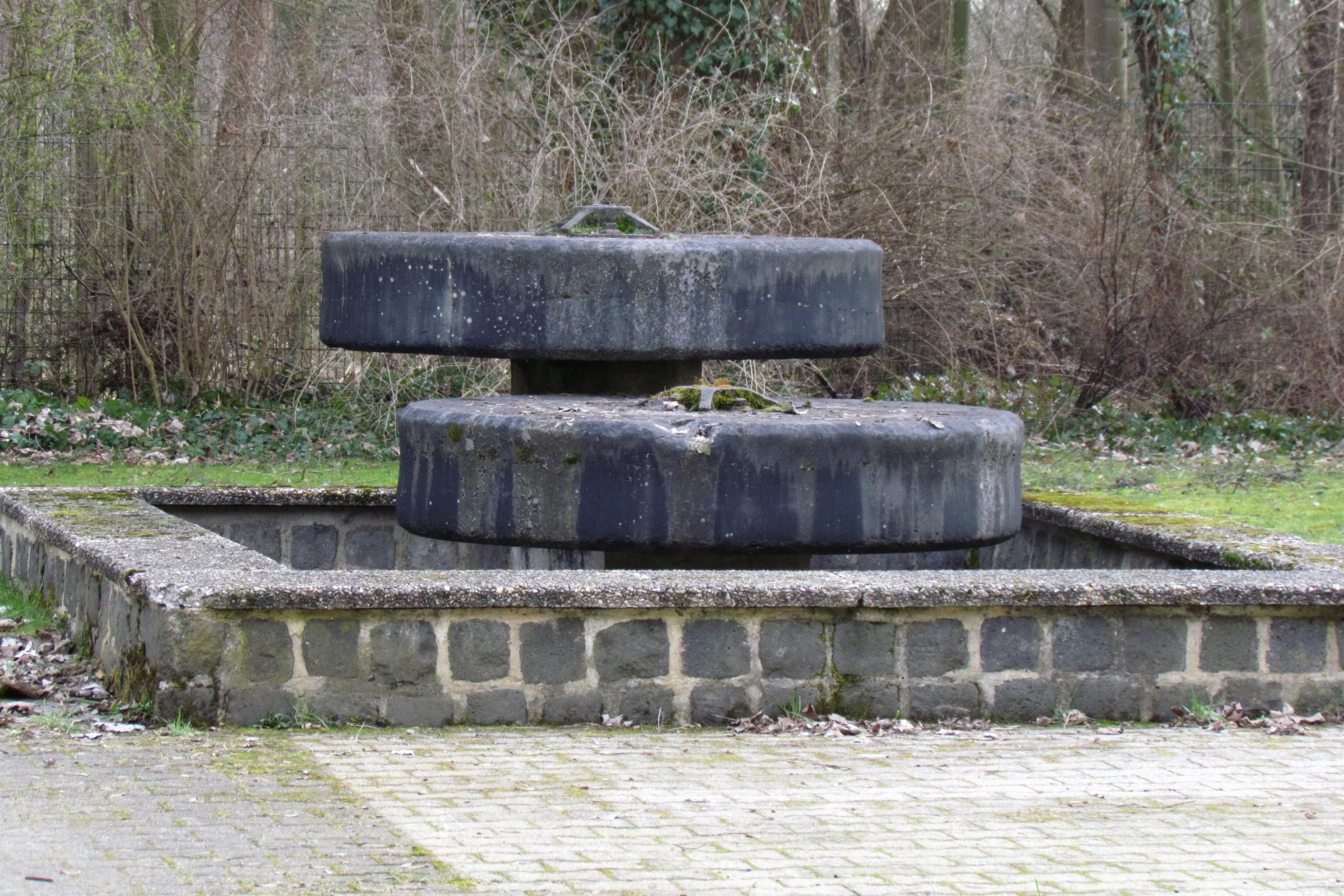
Mühlsteine als Springbrunnen
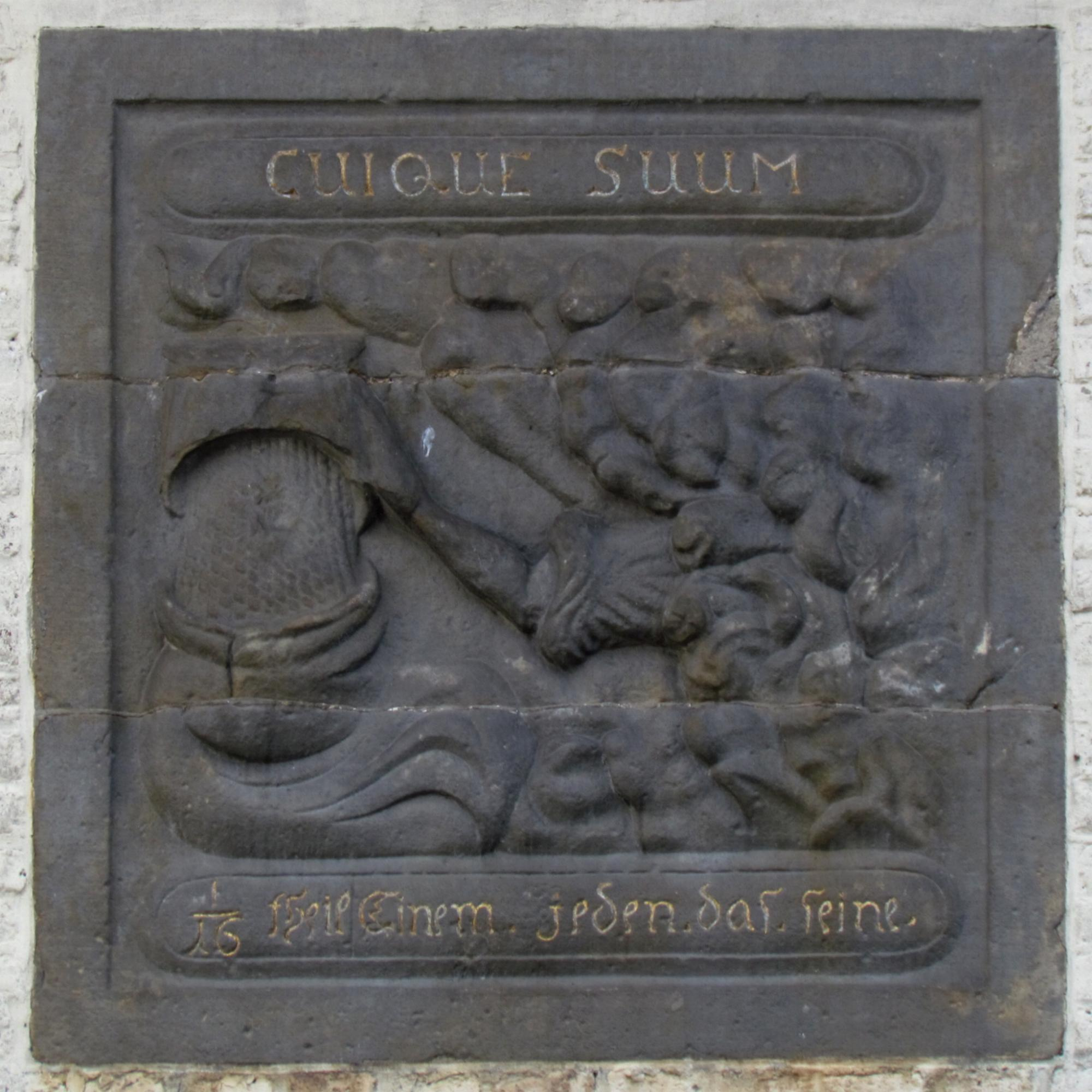
Mühlenornament 1/16 Theil einem jeden das seine
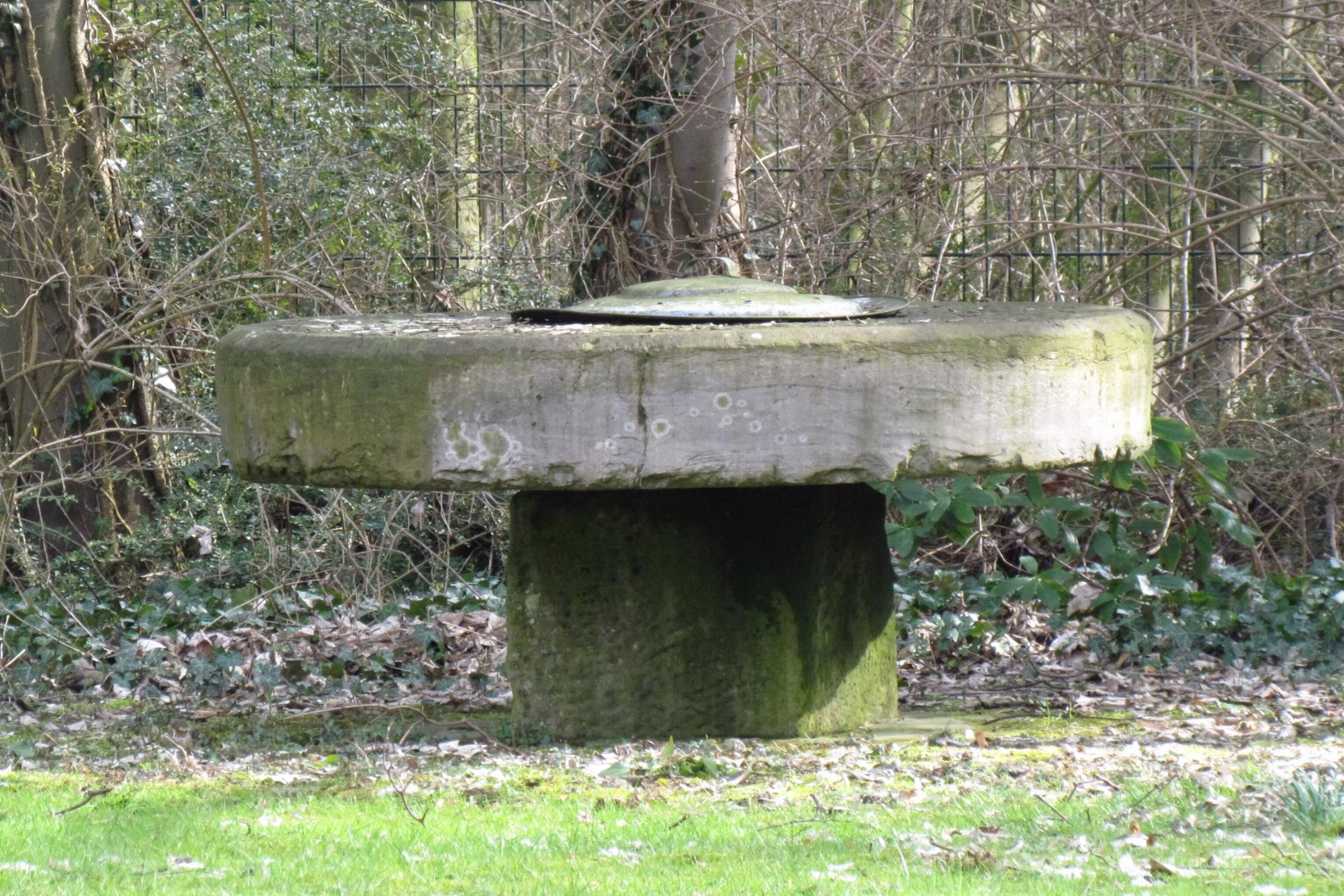
Mühlstein als Gartendekor
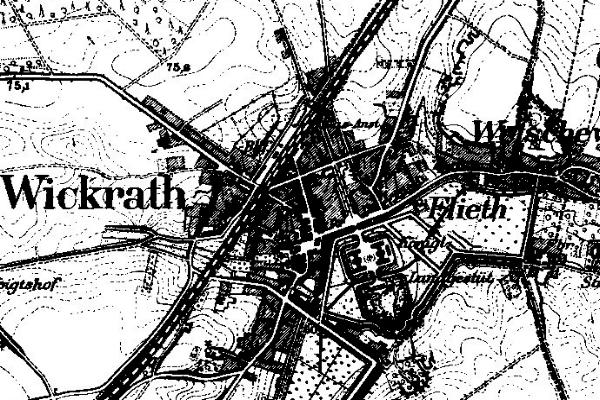
Wickrath auf der Karte Neuaufnahme von 1912
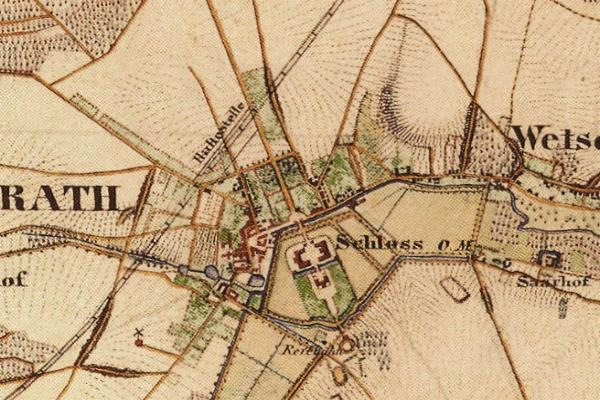
Die Ortslage Wickrath auf der Urkatasterkarte von 1846
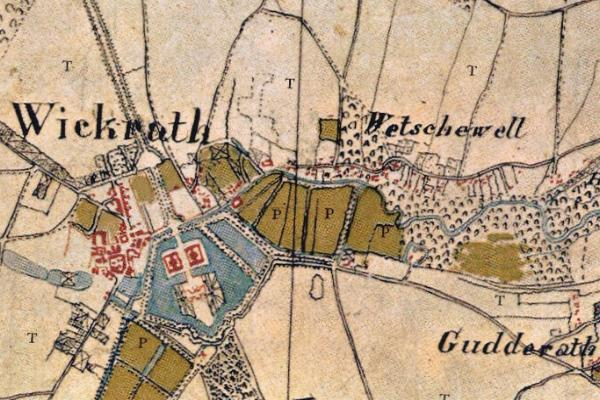
Die Ortslage Wickrath auf der Tranchotkarte 1803–1820

## Denkmaleintrag
Der Eintrag der ehemaligen Schlossmühle in Wickrath in die Denkmalliste der Stadt Mönchengladbach erfolgte am 4. Dezember 1984 unter der Nummer H 012.
Das zweigeschossige Backsteingebäude besteht aus einem in Ost-West-Richtung angeordneten Hauptbaukörper mit Satteldach, welches nach Westen jedoch abgewalmt ist. Baujahr Anfang 18. Jahrhundert. Links in Fortsetzung des Hauptbaukörpers ist ein Anbau, etwas zurückspringend angeordnet, mit der Wirtschaftstordurchfahrt über eine Brücke der Niers geführt. Dieser zweigeschossige Baukörper hat links ebenfalls ein abgewalmtes Dach.